# Alessandro nell'Indie (Vinci)
Pour les articles homonymes, voir Alessandro nell'Indie.
Représentations notables
Alessandro nell'Indie, (Alexandre aux Indes, en français) est un opéra baroque du compositeur italien Leonardo Vinci sur un livret de Pietro Metastasio, créé en 1730 à Rome. L'histoire reprend de manière romancée un épisode de la vie d'Alexandre le Grand.

## Historique
Un des derniers opéras du compositeur Leonardo Vinci, composé pendant qu'il est maître de chapelle de la real Cappella di Napoli, le livret du même nom est écrit par le poète et librettiste italien Métastase. Il adapte le récit notamment de l'Histoire d'Alexandre le Grand de Quinte-Curce du ier siècle, de la tragédie Porus, ou la Générosité d’Alexandre de 1647 par Claude Boyer et enfin de celle de Jean Racine, Alexandre le Grand de 1665, tout cela autour de la bataille de l'Hydaspe qu'a mené en Inde le conquérant. Afin de ne pas subir la réécriture de la censure, l'action, qui présente des femmes fortes qui imposent leur autorité, est placée loin du lieu de ses contemporains, dans une Inde fantasmée,,.
Alessandro nell'Indie est créé le 2 janvier 1730 au Teatro delle Dame à Rome lors de son carnaval. Les ballets sont de Pietro Gugliantini et les costumes de Decio Berrettini. À cette époque à Rome, les femmes n'étaient pas autorisées à jouer sur scène, donc les rôles, même féminins, sont exclusivement prévus pour des chanteurs castrats, par la suite remplacés par des contreténors. L'opéra connaît un grand succès lors de sa création mais également sa distribution, en particulier Giacinto Fontana, dit Farfellino, dans le rôle de Cleofide.
Le livret est imprimé en 1730 par Zempel e il de Mey. L'opéra est joué en 1733 à Venise par Bettinelli. Il n'est plus remonté sur scène à partir de 1740,. Le livret de Métastase est par la suite repris par de nombreux compositeurs qui écrivent leurs propres opéras à partir de celui-ci, comme Georg Friedrich Haendel, Johann Adolf Hasse ou Christoph Willibald Gluck, dans pas moins de 80 mises en musique.
Alessandro nell'Indie est remonté pour la première fois en 2022 lors du festival d'opéra baroque de Bayreuth dirigé par Martyna Pastuszka et mis en scène par Max Emanuel Cenčić et Domenico Franchi.

## Description
Alessandro nell'Indie est un dramma per musica en trois actes en italien avec ballets, d'une durée d'environ quatre heures. Le livret est dédié à Jacques François Stuart, prétendant au trône de Grande-Bretagne. L'histoire, malgré le nom du livret, se concentre autour de la relation entre le roi Poro et son épouse Clefofide.

### Rôles
Les rôles de Alessandro nell'Indie sont les suivants :
| Rôle       | Tessiture           | Créateur              |
| ---------- | ------------------- | --------------------- |
| Alessandro | contralto (castrat) | Raffaele Signorini    |
| Poro       | alto (castrat)      | Giovanni Carestini    |
| Cleofide   | soprano (castrat)   | Giacinto Fontana      |
| Erissena   | contralto (castrat) | Giuseppe Appiani (de) |
| Timagene   | alto (castrat)      | Giovanni Andrea Tassi |
| Gandarte   | ténor               | Francesco Tolve       |